# سیارک ۱۳۶۵۵۷
سیارک ۱۳۶۵۵۷ (به انگلیسی: 136557 Neleus، نامگذاری:5214T-2) صد و سی و شش هزار و پانصد و پنجاه و هفتمین سیارک کشف شده‌است که در ۲۵ سپتامبر ۱۹۷۳ کشف شد.